# Organizacja Współpracy Gospodarczej
Organizacja Współpracy Gospodarczej (ang. Economic Cooperation Organization, ECO) – organizacja międzynarodowa powołana w 1985 roku przez Iran, Turcję i Pakistan. Głównym celem działania organizacji jest współpraca gospodarcza pomiędzy państwami członkowskimi. Obecnie do ECO należy dziesięć państw Azji Środkowej i Zachodniej.

## Członkowie
- Afganistan
- Azerbejdżan
- Iran
- Kazachstan
- Kirgistan
- Pakistan
- Tadżykistan
- Turcja
- Turkmenistan
- Uzbekistan

## Obserwatorzy
- Cypr Północny
- Organizacja Współpracy Islamskiej
- Organizacja Państw Turkijskich